# الدوري البرتغالي لكرة اليد للسيدات
الدوري البرتغالي لكرة اليد للسيدات هو دوري لأندية كرة اليد للسيدات في البرتغال تأسس في سنة 1978 يلعب فيه 12 فريقا. يعتبر نادي ماديرا لكرة اليد هو الأكثر فوزا به. يتم تنظيمه من قبل الاتحاد البرتغالي لكرة اليد.

## وصلات خارجية
- الموقع الرسمي